# Pašnik
Pašnik je ograjen travnik, ki je namenjen za pašo živine.